# كأس يونايتد
كأس يونايتد هي بطولة تنس دولية على الملاعب الصلبة، تضم فرق مختلطة الجنس من 18 دولة. أقيمت أول نسخة من البطولة في أستراليا في ديسمبر 2022 وأستمرت حتى يناير 2023 وحصل فريق الولايات المتحدة المكون من جيسيكا بيجلا، فرانسيس تيافوي، تايلور فريتز وماديسون كيز على اللقب.